# Pablo Echarri
Pablo Daniel Echarri (Villa Domínico, 21 settembre 1969) è un attore argentino.

## Vita privata
Dal 2007 è sposato con l'attrice Nancy Dupláa, con cui ha una relazione dal 2000. Hanno due figli: Morena, nata nel 2003, e Julián, nato nel 2010.

## Filmografia parziale

### Televisione
- Solo para parejas – serial TV (1993)
- Inconquistable corazón – serial TV (1994)
- Por siempre mujercitas – serie TV (1995-1996)
- Mía, solo mía – serial TV (1997);
- Chiquititas – serial TV (1997)
- Montecristo – serial TV  (2006)
- Todos contra Juan – serie TV (2008-2010)
- Dromo – serie TV (2009)
- El elegido – serial TV (2011)
- Graduados – serial TV (2012)
- Viudas e hijos del rock and roll – serial TV (2014)
- La leona – serie TV (2016)
- Edha – serial TV (2018)
- Caccia al ladro – serie TV (2019)
- Camaleón, el pasado no cambia – serie TV, 6 episodi (2025)

## Doppiatori italiani
Nelle versioni in italiano delle opere in cui ha recitato, Pablo Echarri è stato doppiato da:
- Francesco Prando in Caccia al ladro

## Riconoscimenti
- Premio Martín Fierro
  - 2000 – Miglior attore romanzo per Los buscas de siempre
  - 2002 – Candidatura come miglior partecipazione speciale maschile per Tiempo final
  - 2003 – Candidatura come miglior attore romanzo per Requisitos para ser una persona normal
  - 2006 – Candidatura come miglior attore romanzo per Resistiré
  - 2011 – Miglior attore romanzo per Montecristo
  - 2017 – Candidatura come miglior attore romanzo per La leona
- Condor d'argento
  - 2000 – Candidatura come miglior attore romanzo per Sólo gente[1]
  - 2006 – Candidatura come miglior attore romanzo per Crónica de una fuga[2]
- 2006 – Premio Goya
  - Candidatura come miglior attore rivelazione per El método[3]
- 2016 – Premio Iguana Dorada - Festival de Cine de Guayaqui
  - Miglior attore per El encuentro de Guayaquil[4]